# Árvaház (intézmény)
Az árvaházak árva- és félárva, valamint hadiárva gyermekek gondozására, nevelésére, oktatására szolgáló intézmények voltak. Fenntartójuk  lehetett az állam is, túlnyomórészt azonban az egyházak, községek és jótékony egyesületek gondoskodtak ezek fenntartásáról. Magyarországon 1945 után fokozatosan megszűntek. Helyüket a nevelőotthonok és egyéb intézmények vették át.

## Fajtái
Az árvaház olyan intézet volt, amelyben a szülő nélküli gyermekek ellátást, gondozást, nevelést, esetleg oktatást és kiképzést is kaptak. Az árvaházakba az árvává válás után, esetleg a lelencházakból és csecsemőotthonokból kerültek a kiskorúak és ott rendszerint addig maradtak, amíg nevelésük be nem fejeződött és saját fenntartásukról gondoskodni tudtak. Az árvaházak egy 
része kisdedóvodával, iskolával vagy nevelőintézettel, illetőleg ipari műhelyteleppel volt kapcsolatos; ezek az intézmények azonban nagyobbrészt csupán ellátást és gondozást adtak; az árvákat valamely iskolába küldték tanulni, esetleg iparoshoz kiképzésre.

### A hadiárvaház
A hadiárvaház az árvaházaknak az első világháború után kialakult faja volt. A hősi halált halt egyének árváinak felvételére szolgált. 
A hadiárvaházak férőhelye  - az árvaházak férőhelyén felül -  kb. 2000 volt, ám ezek az intézetek a hadiárvák felserdülésével fokozatosan megszűntek vagy átalakultak.
A hadiárvaházak közé tartozott az Ottokár Hadiárvaház, amely 1918. október 10-től 1948-ig állt fenn. Ez az árvaház Prohászka Ottokár 60. születésnapja alkalmából országos gyűjtésből és a Hadsegélyező Bizottság adományából, a Szociális Missziótársulat vezetésével nyílt meg. Farkas Edit irányításával Csobánkán megvásárolták a volt Martin-szanatórium épületét. A telepnek nagy parkja és külön kápolnája volt. 4-18 éves hadiárva leányokat fogadott be; 60-80 növendéke volt. Prohászka Ottokár  több nyarat töltött az intézményben, amelyet halála után róla nevezték el. Megszűnésekor, 1948-ban általános iskolát, gazdalányképzőt és üdülőt foglalt magában; uszodája is volt.

### A lelencház
A lelencház egykor csecsemők és kisdedek gondozását végző intézmény volt. A gyermek anyjának, és általában a hozzátartozóknak a kiléte titokban maradhatott. A lelencházak a házasságon kívül született gyermekek nagyarányú elhalálozásának, az ú.n. angyalcsinálásnak  és a csecsemőgyilkosságoknak megelőzésére létesült. Továbbfejlesztése révén alakult ki a gyermekmenhely. A lelencház a sorrendben másodikként jelent meg a gyermekvédelmi intézmények között: Magyarországon 1805-ben állították fel - alapítványi formában - az  elhagyott gyermekek gondozására hivatott első lelencházat.

## Története
Az első árvaházat Konstantin császár alapította 330-ban Konstantinápolyban. A 14. századtól kezdve a római katolikus egyház létesített árvaházakat. Ezek általában lelencházakkal voltak kapcsolatosak.
Az árvák elhagyatott állapotára főleg a kereszténység fordított nagy figyelmet, amennyiben az egyházi elöljárók eleinte egyes tehetősebb családoknál helyezték el őket, míg később közösen történő neveltetésükről is gondoskodtak. Az árvaházak  megjelenése előtti időszakban bevett szokás volt, hogy az árva gyerekeket dajkaságba adták, de ezt a „gondoskodás” gyakran annyit jelentett, hogy az árvákat sokszor elképesztően nyomorúságos körülmények között tartották.
Bár Augsburgban már 1572-ben létezett ilyen nevelőintézet árva gyermekek számára, ám ezen iskolákra tartós befolyást csak August Hermann Francke volt képes gyakorolni az 1698-ban általa kezdeményezett és később világhírűvé vált hallei árvaházával, amelynek saját könyvnyomdája és kiadóhivatala is működött. Különösen nagy volt az árvaházak száma Svájcban és Angliában.
Az első árvaházak valamennyien  katolikus fiúárvaházak voltak, amelyek a 18. században létesültek: Nemescsóban (1741), Kőszegen (1749), Nagyszebenben (1765). Bár ezek érzékelhetően javítottak az árvák sorsán, ám a problémákat teljes mértékben nem oldották meg.
Mária Terézia Magyarországon 1768-ban Nagyszebenben, Kassán és Debrecenben alapított árvaházakat katolikus árvák számára.
1769-ben egy újabb rendelettel szabályozta az árva gyermekek helyzetét. Az uralkodó felismerte,  hogy szükség van egy olyan intézményre, ahol a család nélküli gyermekeket össze tudják gyűjteni, ezáltal  számukra  a megfelelő biztonságot és a szükséges ellátást  biztosítani tudják. Az első árvaházat Nagyszeben városában hozták létre (Theresianum). Az árvaház vezetősége nem tett különbséget a gyerekek között. Felvettek minden olyan árvát, fiút és lányt egyaránt, aki betöltötte a 7. életévét. A gyerekeket oktatták, biztosították a jövőjüket. Hasznos dolgokra tanították őket:  A fiúkat ipari munkára, a lányokat varrásra és a háztartásban szükséges tudnivalókra tanították.  A kiemelkedő tanulókat beíratták a tanítóképzőbe. Az árvaház mint intézmény az idők folyamán egyre több olyan támogatóra talált, akik hozzájárulásukkal segítették az árvaház működését, majd  a támogatók alapítványok keretében beépültek az árvaházba. Ezt az eszmét a  19. század első felében különösen a katolikus főpapok karolták fel. A 19. század második felében  már számos, valóban közhasznú felekezeti és általános jellegű intézetben valósult meg.

## Nevezetesebb árvaházak

### Budapesten kívül
Nevezetesebb árvaházat alapítottak: Nagyváradon Salamon József, Zsolnán Vurum József nyitrai püspök, Keszthelyen Fehér György kanonok, Pozsegán Alagovich Sándor, Veszprémben Zsolnay Dávid, Hornyik János és Hertelendy Gáspár, Egerben báró Fischer és Foglár, Pécsett Passán Ignác, Kalocsán Klobusiczky Péter, Kőszegen Kelcz Imre, Eperjesen Schuster Konstantin, Szekszárdon báró Augusz, Szombathelyen Vas vármegye, Gyulán Wenckheim Krisztina grófnő, Székesfehérvárott Simor, Martonvásáron Fehér vármegye, Szécsényben és Bácsban Haynald stb. Volt még árvaház Marosvásárhelyen, Kolozsváron (Mária Valéria Árvaház), Kézdivásárhelyen, Debrecenben, Szabadkán, Kassán, Szegeden, Szatmárnémetiben, Lőcsén, Sopronban, Aradon, Győrben, Pozsonyban, Temesváron és egyéb városokban. Összes számuk 95 volt, mintegy 4000 növendékkel. Egyesek neve Szeretetház volt (Balatonfüreden, Budapesten, Iglón). Kisdedek (3—4 évesek) számára a budapesti és hódmezővásárhelyi kisdedóvók mellett voltak ilyenek.

### Budapesten
Budapesten volt elhelyezve a magyar gazdaasszonyok országos egyletének árvaháza, a fő- és székvárosnak Josefinuma és Elisabethinuma, a Mária-intézet, a protestánsok, izraeliták és a tanítók árvaházai.  Valamennyi székesfővárosi árvaházba a polgármester vette fel a gyermekeket, a szülő vagy a hozzátartozók anyagi helyzetének mérlegelése után.
Budapest székesfőváros árvaházai az alábbiak voltak:
1. Székesfővárosi „Erzsébet“ leány árvaház (XI. Szt. Imre herceg útja 29.): 1861-ben létesült, 140 növendéket látott el, Fonyódon 70 ágyas üdülőtelepe volt. A gondozottak a rendes iskoláztatáson kívül háztartási továbbképző-, nőipar- vagy felsőkereskedelmi iskolai, vagy tanítónőképző intézeti kiképzésben részesültek.
2. Székesfővárosi „József“ fiú árvaház (VIII. Üllői út 76.): 1843-ban létesítette Pest város tanácsa, 180 növendék befogadására volt alkalmas; a gondozott növendékeket elemi- és középiskolákban, tanítóképzőn, felsőipariskolában, főiskolán iskoláztatta.
3. Mayer Ferenc fiú árvaház (XII. Városmajor u. 31.): az 1857-ben elhunyt Mayer Ferenc tábornok alapítványt rendelt, amelynek kamataiból 1886-ban árvaház létesült, főleg budai fiúárvák számára.[5] Az árvaház 68 árvát fogadott be; ezek iskolai tanulmányokon kívül ének- és zeneoktatásban részesültek, könyvkötést és kertészetet tanultak. Az intézmény, ahol az árvák 6 és 14 éves koruk között élhettek,  1953-ig állt fenn.[1]
4. Községi Árvaház Bernfeld Mór fiúotthon (XIV. Erzsébet királyné útja 6.): 1912-ben nyílt meg, kb. 40 növendéke volt.
5. „Horthy Miklósné“ Árvaház (I. Hidegkúti út 107.): 1909-ben nyitotta meg a főváros, pavilonszerű épületekből állt; 1935-ben Bicskére helyezték át, helyére pedig onnan az átmeneti gyermekotthont hozták fel. 145 óvódás és elemi iskolás árva- vagy félárva gyermeket gondozott.